# Llorenç Vidal Vidal
Llorenç Vidal Vidal (Santanyí, 26 aprile 1936) è un poeta, pedagogo e pacifista spagnolo.

## Biografia
Nato a Maiorca, laureato e dottore in Pedagogia presso l'Università di Barcellona e ispettore scolastico in Andalusia, Ceuta e le Isole Baleari, ha fondato nel 1964 la Giornata Scolastica della Non-violenza e della Pace (DENIP), diffusa a livello internazionale e celebrata senza interruzione ogni anno il 30 gennaio, anniversario della morte di Mahatma Gandhi.

## Opere più importanti

### Pedagogia
- Fundamentación de una Pedagogía de la No-violencia y la Paz (1971)
- Ideario No-violento (con la collaborazione di Eulogio Díaz del Corral, 1981)
- No-violencia y Escuela. El 'Día Escolar de la No-violencia y la Paz' como experiencia práctica de Educación Pacificadora (1985), etc.

### Poesia
- Insania Terrae (1962)
- Talaiot del vent (1965 y 1972)
- Primeres Poesies (2019)
- Estels filants (PDF), su denippaz.files.wordpress.com. (1991–2018)
- Petits poemes (PDF), su denippaz.files.wordpress.com. (1999–2019)
- Destellos Espirituales (PDF), su denippaz.files.wordpress.com. (2012–2019)
- La Rosa de los Vientos. Recopilación poética (2020)
- Antología Poética (2012) e
- in prosa poetica Petit llibre d'un solitari / Pequeño libro de un solitario (1959, 1960, 2019)
- Reflexiones & Silencios